# Débora Arango

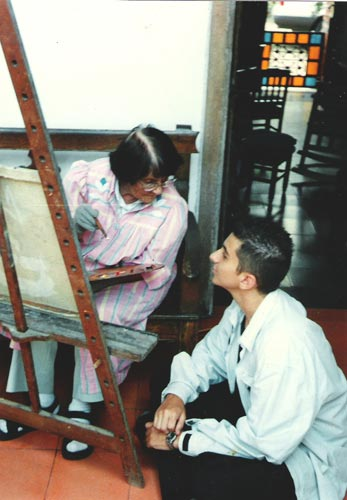
Débora Arango und Joaquín Restrepo

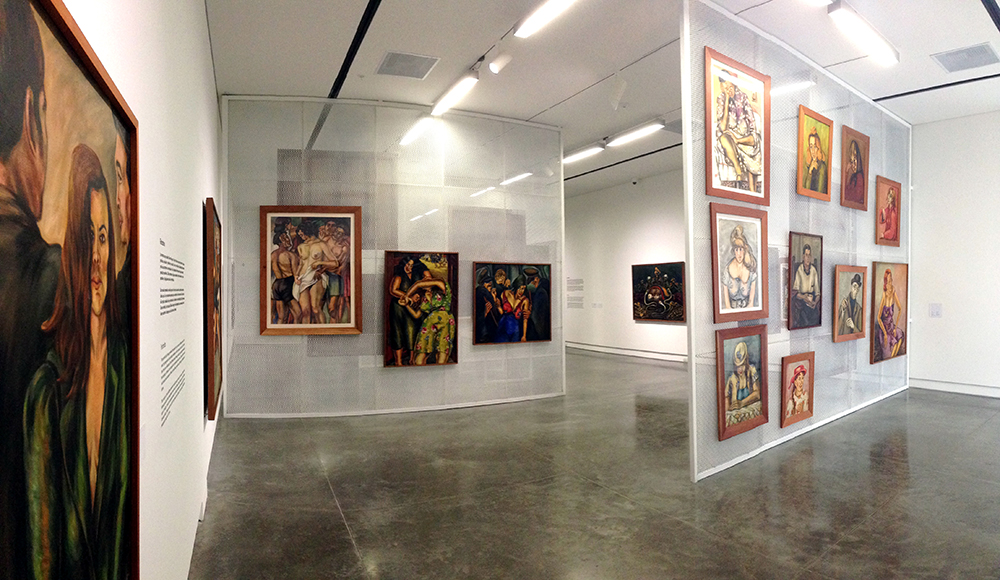
Dauerausstellung der Künstlerin Débora Arango

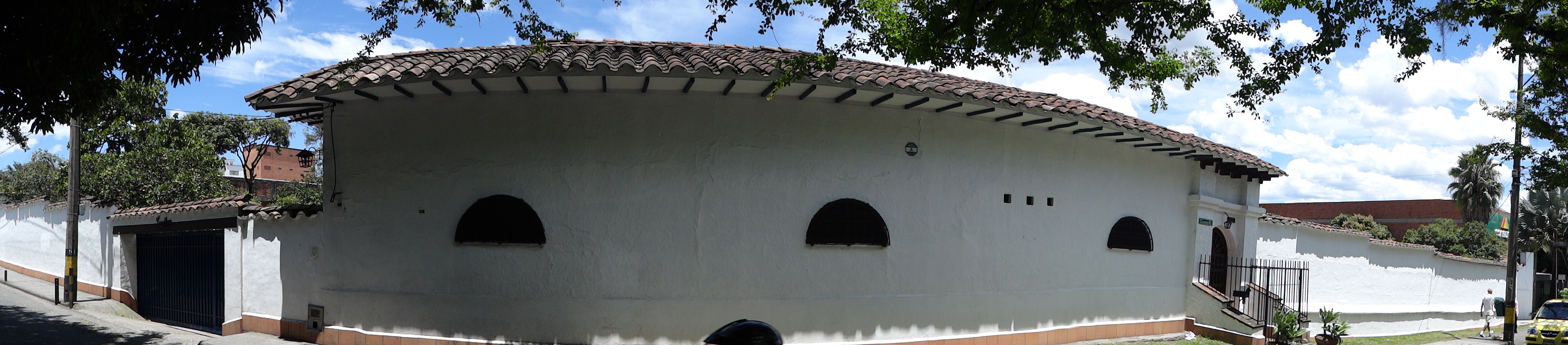
Panorama des Museums von Débora Arango Pérez in Envigado

 Débora Arango Pérez  (* 11. November 1907 in Medellín, Kolumbien; † 4. Dezember 2005 in Envigado) war eine kolumbianische Malerin und Keramikerin.

## Leben und Werk
Nach dem Abitur an der Maria-Auxiliadora-Schule in Copacabana, einem Vorort von Medellín, begann Arango ein Malstudium am Institut der Schönen Künste in Medellín, das sie nach zwei Jahren wegen der konventionellen Art der Ausbildung abbrach. Als Schülerin von Pedro Nel Gómez nahm sie 1937 zum ersten Mal an einer Gemeinschaftsausstellung teil, die eine Reihe von Ölen und Aquarellen sowie einige skandalöse Akte zeigte. Zwei Jahre später gewann sie den ersten Preis in einer Ausstellung, die von der Gesellschaft der Freunde der Künste im Club Unión de Medellín organisiert wurde. 1940 hatte sie ihre erste Einzelausstellung im Teatro Colón de Santa Fé in Bogotá und nahm später am jährlichen Salon kolumbianischer Künstler teil. Später zeigte sie ihre Arbeiten in anderen Kollektivausstellungen in den Städten Cali und Medellin, wo ihre Gemälde eine solche Ablehnung hervorriefen, dass ihre Exkommunikation gefordert wurde. In den 1940er Jahren präsentierten zumindest in Kolumbien nur wenige Künstler politische und soziale Kritik durch ihre Kunst in dem Maße, wie Arango es tat. Sie äußerte sich nicht nur zu den politischen und sozialen Situationen, sondern war auch maßgeblich an der Darstellung der Notlage der einfachen Frau in der damaligen kolumbianischen Gesellschaft beteiligt. Ab 1946 interessierte sie sich für die Freskotechnik und studierte die Arbeit einiger mexikanischer Aquarellisten. Sie bereiste auch Mexiko, die Vereinigten Staaten, Spanien, England, Schottland, Frankreich und Österreich. In Mexiko arbeitete sie mit Diego Rivera, David Siqueiros und anderen mexikanischen Wandmalern zusammen. 1955 wurde in Spanien eine Einzelausstellung im Institut für hispanische Kultur von Madrid gezeigt; nach dem ersten Ausstellungstag wurden alle ihre Gemälde auf Befehl der Behörden ohne Erklärung entfernt. Dies motivierte ihre sofortige Rückkehr nach Medellín, wo sie im selben Jahr im Colombo-American Center eine Reihe von Keramiken ausstellte. In Medellín fertigte sie 1947 nur ein einziges Wandgemälde an, welches zu ihren herausragendsten Werken zählt. Während ihrer Karriere setzte Arango ihre Kunstwerke ein, um sich mit vielen politisch aufgeladenen und kontroversen Themen auseinanderzusetzen, von nackten Frauen über die Rolle der römisch-katholischen Kirche bis hin zu Diktaturen. Sie wurde 2003 mit dem Cruz de Boyacá, der höchsten Ehrung in Kolumbien, ausgezeichnet. Am 29. November 2016 hat die Bank der Republik Kolumbien eine Banknote mit dem Bild der Künstlerin Débora Arango in Umlauf gebracht.

## Ausstellungen (Auswahl)
- 1940: Salón Nacional de Artistas; Bogotá, Kolumbien
- 1944: Exposición Nacional de Medellín; Kolumbien
- 1984: Biblioteca Luis Ángel Arango; Bogotá, Kolumbien
- 1984: Museo de Arte Moderno; Medellín, Kolumbien